# Theodorus Johannes Kooijmans
Theodorus Johannes Kooijmans (Dreumel, 11 juli 1902 – aldaar, 9 februari 1969) was een Nederlands politicus.
Hij werd geboren als zoon van Johannes Dirk Kooijmans (1867-1939; koopman) en Cornelia van de Pol (1875-1905). Hij ging in 1921 als volontair werken bij de gemeente Dreumel en werd daar in 1925 benoemd als ambtenaar ter secretarie. Kooijmans kreeg voor zijn inspanningen bij de overstroming van de Maas in 1926 de Watersnoodmedaille. Hij werd in 1945 gemeente-ontvanger van Dreumel en vanaf 1946 was hij daar de burgemeester. Kooijmans ging in augustus 1967 met pensioen maar al anderhalf jaar later overleed hij op 66-jarige leeftijd.